# Mohamed Bourouissa
Mohamed Bourouissa (ur. 1978 w Al-Bulajda, Algieria) – francuski artysta fotograf pochodzenia algierskiego.
Studiował w Le Fresnoy, a później na Sorbonie. Ukończył École nationale supérieure des arts décoratifs. Od roku 2002 regularnie uczestniczy w wystawach zbiorowych.
Stworzył serię zdjęć Périphérique (2005-2008) przedstawiających życie w blokowiskach na peryferiach Paryża. Praca Temps mort dotyczy korespondencji dwóch osób: jedna jest uwięziona, druga zaś znajduje się w więzieniu. Prace Mohameda pojawiły się również w Polsce: wernisaż jego wystawy Périphérique miał miejsce w ramach Miesiąca Fotografii w Krakowie.
Mieszka i pracuje w Paryżu.

## Prace
- Périphérique (2005-2008)
- Temps mort (2009)
- the Ecran series (2007)
- Le téléphone (2006)
- La Fenêtre (2005)
- Sans titre (metro) (2007)